# Лепёхин, Гавриил Васильевич
Гавриил Васильевич Лепёхин (1917—1990) — участник Великой Отечественной войны, командир звена 751-го авиационного полка 17-й авиационной дивизии авиации дальнего действия, старший лейтенант. Герой Советского Союза.

## Биография
Родился 12 (25) марта 1917 года в селе Козловка (ныне — Бутурлиновского района Воронежской области) в крестьянской семье. Русский.
Окончил 7 классов и 2 курса фельдшерско-акушерской школы в городе Россошь.
В Красной Армии с 1936 года. В 1938 году окончил Качинскую военную авиационную школу пилотов. Участник Великой Отечественной войны с мая 1942 года. Всю войну прошёл в составе 751-го авиационного полка дальней авиации.
Командир звена 751-го авиационного полка комсомолец старший лейтенант Гавриил Лепёхин к октябрю 1942 года совершил 107 боевых вылетов на бомбардировку важных объектов в глубоком тылу противника. Участвовал в налётах на крупные административные и военно-политические центры Берлин, Кёнигсберг, Данциг, Будапешт, Бухарест, железнодорожные узлы Брянска и Витебска, аэродромы, склады с боеприпасами и горючим, нанеся врагу значительный урон в живой силе и боевой технике.
Указом Президиума Верховного Совета СССР «О присвоении звания Героя Советского Союза начальствующему составу авиации дальнего действия Красной Армии» от 31 декабря 1942 года за «образцовое выполнение боевых заданий командования на фронте борьбы с немецкими захватчиками и проявленными при этом отвагу и геройство» удостоен звания Героя Советского Союза с вручением ордена Ленина и медали «Золотая Звезда» (№ 784).
16 апреля 1943 года при ночной бомбардировке города Данцига (ныне Гданьск, Польша) самолёт капитана Г. В. Лепёхина был сбит, а сам он попал в плен. Находясь в гитлеровских лагерях, неоднократно готовился к побегу из фашистской неволи. 11 апреля 1945 года принял участие в легендарном восстании узников концлагеря Бухенвальд, в котором заключённые освободили себя сами. После занятия лагеря американскими войсками находился в союзной зоне оккупации и вскоре передан СССР.
После прохождения спецпроверки был восстановлен в армии и в 1945 году назначен командиром звена авиационного полка в Полтаве. Однако в 1946 году капитан Лепёхин был внезапно уволен в запас, а в ноябре того же года — арестован. За «пребывание в плену и выдачу военной тайны врагу» был осуждён к 10 годам исправительно-трудовых лагерей. 30 апреля 1947 года был лишён звания Героя Советского Союза и всех наград.
Почти 7 лет отбывал срок по надуманному несправедливому обвинению. В 1953 году был освобождён. В 1956 году полностью реабилитирован. Указом Президиума Верховного Совета СССР от 22 января 1957 года восстановлен в звании Героя Советского Союза. Стал членом КПСС в 1961 году.
Жил в городе Воронеже. До 1979 года работал мастером участка Воронежского птицекомбината.
Умер 2 мая 1990 года, похоронен в Воронеже на Юго-Западном кладбище.

## Награды
- Награждён орденами Отечественной войны 1-й степени[2], Трудового Красного Знамени и медалями.

## Память
- По ходатайству Ленинского района и постановлением администрации города Воронежа № 58 от 12 октября 2004 года — на доме № 101 по улице 20-летия Октября, где проживал Г. Лепёхин, была установлена мемориальная доска.
- Бюст Герою установлен в Бутурлиновке — центре Бутурлиновского района.
- В школьном музее МОУ средней общеобразовательной школа № 12 города Воронежа имеются материалы, посвящённый Г. В. Лепёхину[3].